# Садовник Василь Петрович
Василь Петрович Садовник (20 грудня 1934, с. Гордівці, нині Україна — 21 листопада 2005, м. Тернопіль, Україна) — український скульптор. Член Національної спілки художників України (1982).

## Життєпис
Закінчив Чернівецьке художньо-ремісниче училище (1954), Львівський інститут прикладного і декоративного мистецтва (1968). Від 1968 — у Тернополі, працював у художньо-виробничому комбінаті Художнього фонду України.

## Творчість
Творив у галузі станкової і монументальної скульптури, в портретному жанрі. Учасник виставок у містах Тернопіль, Львів, Київ, Москва (нині РФ).
Основні роботи:
- скульптурні портрети А. Бобровського (1980), А. Кживонь (1979), В. Гнатюка (1987);
- пам'ятники — Б. Лепкому (1992, с. Крогулець Чортківського району), Борцям за волю України (1996) та Володимирові Великому (2001, обидва — м. Ланівці), о. М. Михалевичу (освячений 2001, с. Чернелів-Руський Тернопільського району), чорнобильцям (м. Тернопіль, парк Національного відродження);
- скульптурна композиція «Материнський поклик» (співавтор із К. Сікорським; м. Тернопіль, парк Слави).